# حصار حاجي لار
حصار حاجي لار هي قرية في مقاطعة أرومية، إيران. عدد سكان هذه القرية هو 447 في سنة 2006.